# 檸檬のころ
『檸檬のころ』（れもんのころ）は、豊島ミホが2005年に幻冬舎から刊行した青春小説。田舎の県立高校に通う生徒や教師たちに一編ずつ焦点を当てて描く短編連作作品である。
2007年に映画化された。

## 映画
岩田ユキが監督（長編映画初）に加え脚本と劇中歌の作詞を兼務。栃木県那須烏山市周辺をロケ地・物語の舞台とし、原作の世界観を基に独自の脚色を加えている。
ロケ地にある栃木県内3劇場で2007年3月3日先行公開。3月31日以降順次全国公開された。3月21日にバップからメイキングDVD『「檸檬のころ　ナビゲーションDVD　もうひとつの檸檬のころ」』が発売された。
同年9月27日にはバップから本編DVDが発売された。
谷村美月が2008年に本作と『茶々 天涯の貴妃』『魍魎の匣』において、第3回おおさかシネマフェスティバル助演女優賞を受賞。
製作・配給を手がけたゼアリズエンタープライズは本作を最後に全国配給と製作出資から事実上撤退し、2011年2月に破産宣告を受ける。

### あらすじ
吹奏楽部の指揮者の秋元加代子は何でもでき、成績も優秀で東京の大学に進学すると決めている。野球部の西はいつも秋元を見つめていた。
そんな西に「オレ、加代ちゃんが好きなんだ」という同じく野球部でエースの佐々木富蔵。絡むことのない西と秋元の視線、近づく秋元と佐々木の距離。
秋元と同じ教室で音楽を聞くことにのめり込んでいる白田恵は音楽ライターを目指し誌を書き溜めている。白田と同じように音楽を感じている軽音楽部の辻本一也と偶然出会い、音楽談義で盛り上がる。もうすぐ高校最後の文化祭、辻本は作詞を白田に頼む。たくさんの痛みを通じてあふれ出た白田の言葉が、秋元に響き、佐々木や西にも影響を与えていく。そして、五人それぞれの思いが交差していく中で季節は移り変わり、別れの日が近づいていた。

### キャスト
- 秋元加代子：榮倉奈々
- 白田恵：谷村美月
- 佐々木富蔵：柄本佑
- 辻本一也：林直次郎（平川地一丁目）
- 西巧：石田法嗣

- 丹波先生：浜崎貴司
- 金子晋平：石井正則（アリtoキリギリス）
- 咲子先生：中村麻美
- 金子商店主人：織本順吉
- 白田の父：大地康雄（特別出演）

- 大住志摩（白田恵のいとこ）：田島ゆみか
- 吉井薫（サイドギター担当）：波瑠
- 林尚弘（ドラム担当）：島田悟志
- 藤山剛史（ギター担当）：島崎徹
- 秋元加代子の父：山田辰夫
- 秋元加代子の母：伊藤さやか

- 高塚のぞみ：仲村瑠璃亜
- 永井美香：田村恵利
- 柿谷真希子：積田佳代子
- 白田恵の母：小林百合子
- 白田恵の弟：吉野憲輝（子役）
- 佐々木章蔵：新島成孝（子役）
- 佐々木海老蔵：吉田涼（子役）
- ラジオの声：佐藤望（RADIO BERRY）

### スタッフ
- 監督・脚本：岩田ユキ
- 製作：日下部圭子、見城徹、奥田誠治、平井文宏、澤村功、高松征雄、齋藤清衛
- プロデューサー：黒谷瑞樹
- プロデュース・企画：日下部孝一
- 撮影：小松原茂
- 美術：仲前智治
- 衣装：青木茂
- 編集：日下部元孝
- 音楽：加羽沢美濃
- 音響効果：柴崎憲治、大河原将
- 照明：三善章誉
- 録音：長島慎介
- 制作担当：平原大志
- 主題歌：林直次郎(平川地一丁目)「hikari～檸檬のころ～」
- 企画・制作・配給：ゼアリズエンタープライズ
- 製作：「檸檬のころ」製作委員会
  - ゼアリズエンタープライズ
  - 幻冬舎
  - 日本テレビ放送網
  - バップ
  - 下野新聞アドセンター
  - RADIO BERRY
  - とちぎテレビ